# Golden State Warriors

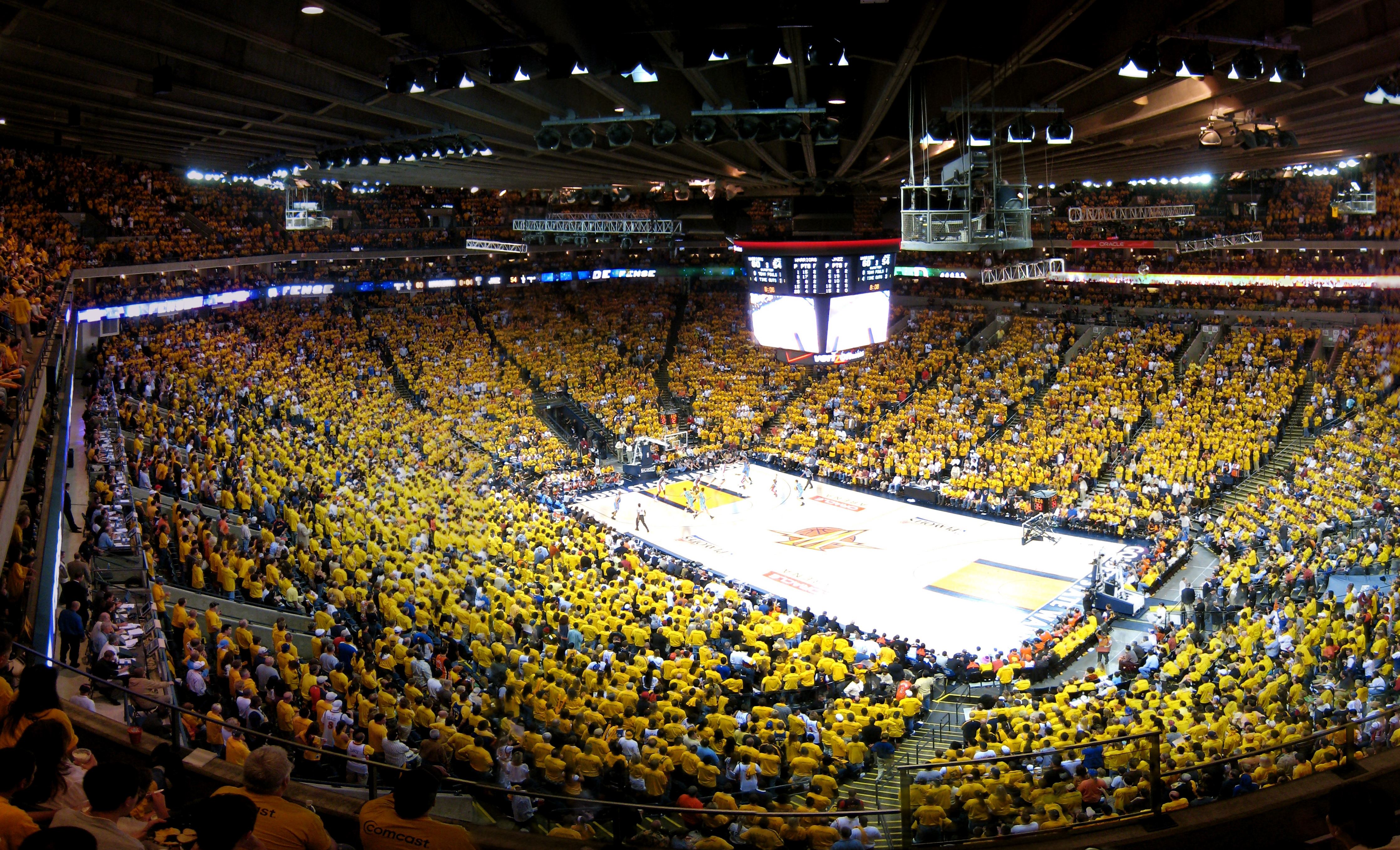
Aréna Golden State Warriors

Golden State Warriors je basketbalový tým, hrající severoamerickou ligu National Basketball Association. Patří do Pacifické divize Západní konference NBA.
Tým byl založen roku 1946 pod názvem Philadelphia Warriors, postupně nosil tyto názvy:
- Philadelphia Warriors: 1946–1962
- San Francisco Warriors: 1962–1971
- Golden State Warriors: 1971–současnost

Za svou historii dokázali Warriors celkem osmkrát vyhrát play-off své konference, z toho pětkrát následně i finále celé NBA:
- Vítězství v NBA/BAA: 1947, 1956, 1975, 2015, 2017, 2018 , 2022
- Ostatní vítězství v konferenci: 1948, 1964, 1967

V sezoně 2015-16 vyhráli 73 utkání a tím vytvořili rekord pro nejvíce výher jednoho týmu v základní části NBA.

## Statistika klubu v NBA/BAA
| Sezóna                 | Výhry                 | Prohry                | %                     | Účast v play-off                                                | Výsledky v play-off                                                                        |
| Philadelphia Warriors  | Philadelphia Warriors | Philadelphia Warriors | Philadelphia Warriors | Philadelphia Warriors                                           | Philadelphia Warriors                                                                      |
| ---------------------- | --------------------- | --------------------- | --------------------- | --------------------------------------------------------------- | ------------------------------------------------------------------------------------------ |
| 1946-47                | 35                    | 25                    | 58,3                  | Čtvrtfinále BAA Semifinále BAA Finále BAA                       | 2:1 St. Louis Bombers 2:0 New York Knicks 4:1 Chicago Stags                                |
| 1947-48                | 27                    | 27                    | 56,3                  | Semifinále BAA Finále BAA                                       | 4:3 St. Louis Bombers 2:4 Baltimore Bullets                                                |
| 1948-49                | 28                    | 32                    | 46,7                  | Divizní semifinále BAA                                          | 0:2 Washington Capitols                                                                    |
| 1949–50                | 26                    | 42                    | 38,2                  | Konferenční semifinále                                          | 0:2 Syracuse Nationals Nationals                                                           |
| 1950–51                | 40                    | 26                    | 60,6                  | Konferenční semifinále                                          | 0:2 Syracuse Nationals Nationals                                                           |
| 1951–52                | 33                    | 33                    | 50,0                  | Konferenční semifinále                                          | 1:2 Syracuse Nationals Nationals                                                           |
| 1952–53                | 12                    | 57                    | 17,4                  |                                                                 |                                                                                            |
| 1953–54                | 29                    | 43                    | 40,3                  |                                                                 |                                                                                            |
| 1954–55                | 33                    | 39                    | 45,8                  |                                                                 |                                                                                            |
| 1955–56                | 45                    | 27                    | 62,5                  | Konferenční finále Finále NBA                                   | 3:2 Syracuse Nationals 4:1 Fort Wayne Pistons                                              |
| 1956–57                | 37                    | 35                    | 51,4                  | Konferenční semifinále                                          | 0:2 Syracuse Nationals                                                                     |
| 1957–58                | 37                    | 35                    | 51,4                  | Konferenční semifinále Konferenční finále                       | 2:1 Syracuse Nationals 1 1:4 Boston Celtics                                                |
| 1958–59                | 32                    | 40                    | 44,4                  |                                                                 |                                                                                            |
| 1959–60                | 49                    | 26                    | 65,3                  | Konferenční semifinále Konferenční finále                       | 2:1 Syracuse Nationals 2:4 Boston Celtics                                                  |
| 1960–61                | 46                    | 33                    | 58,2                  | Konferenční semifinále                                          | 0:3 Syracuse Nationals                                                                     |
| 1961–62                | 49                    | 31                    | 61,3                  | Konferenční semifinále Konferenční finále                       | 3:2 Syracuse Nationals 3:4 Boston Celtics                                                  |
| San Francisco Warriors |                       |                       |                       |                                                                 |                                                                                            |
| 1962–63                | 31                    | 49                    | 38,8                  |                                                                 |                                                                                            |
| 1963–64                | 48                    | 32                    | 60,0                  | Konferenční finále Finále NBA                                   | 4:3 St. Louis Hawks 1:4 Boston Celtics                                                     |
| 1964–65                | 17                    | 63                    | 21,3                  |                                                                 |                                                                                            |
| 1965–66                | 35                    | 45                    | 43,8                  |                                                                 |                                                                                            |
| 1966–67                | 44                    | 37                    | 54,3                  | Konferenční semifinále Konferenční finále Finále NBA            | 3:0 Los Angeles Lakers 4:2 St. Louis Hawks 2:4 Philadelphia 76ers                          |
| 1967–68                | 43                    | 39                    | 52,4                  | Konferenční semifinále Konferenční finále                       | 4:2 St. Louis Hawks 0:4 Los Angeles Lakers                                                 |
| 1968–69                | 41                    | 41                    | 50,0                  | Konferenční semifinále                                          | 2:4 Los Angeles Lakers                                                                     |
| 1969–70                | 30                    | 52                    | 36,6                  |                                                                 |                                                                                            |
| 1970–71                | 41                    | 41                    | 50,0                  | Konferenční semifinále                                          | 1:4 Milwaukee Bucks                                                                        |
| Golden State Warriors  |                       |                       |                       |                                                                 |                                                                                            |
| 1971–72                | 51                    | 34                    | 62,2                  | Konferenční semifinále                                          | 1:4 Milwaukee Bucks                                                                        |
| 1972–73                | 47                    | 35                    | 57,3                  | Konferenční semifinále Konferenční finále                       | 4:2 Milwaukee Bucks 1:4 Los Angeles Lakers                                                 |
| 1973–74                | 44                    | 38                    | 53,7                  |                                                                 |                                                                                            |
| 1974–75                | 48                    | 34                    | 58,5                  | Konferenční semifinále Konferenční finále Finále NBA            | 4:2 Seattle SuperSonics 4:3 Chicago Bulls 4:0 Washington Wizards                           |
| 1975–76                | 59                    | 23                    | 72,0                  | Konferenční semifinále Konferenční finále                       | 4:2 Detroit Pistons 3:4 Phoenix Suns                                                       |
| 1976–77                | 46                    | 36                    | 56,1                  | První kolo Konferenční semifinále                               | 2:1 Detroit Pistons 3:4 Los Angeles Lakers                                                 |
| 1977–78                | 43                    | 39                    | 52,4                  |                                                                 |                                                                                            |
| 1978–79                | 38                    | 44                    | 46,3                  |                                                                 |                                                                                            |
| 1979–80                | 24                    | 58                    | 29,3                  |                                                                 |                                                                                            |
| 1980–81                | 39                    | 43                    | 47,6                  |                                                                 |                                                                                            |
| 1981–82                | 45                    | 37                    | 54,9                  |                                                                 |                                                                                            |
| 1982–83                | 30                    | 52                    | 36,6                  |                                                                 |                                                                                            |
| 1983–84                | 37                    | 45                    | 45,1                  |                                                                 |                                                                                            |
| 1984–85                | 22                    | 60                    | 26,8                  |                                                                 |                                                                                            |
| 1985–86                | 30                    | 52                    | 36,6                  |                                                                 |                                                                                            |
| 1986–87                | 42                    | 40                    | 51,2                  | První kolo Konferenční semifinále                               | 3:2 Utah Jazz 1:4 Los Angeles Lakers                                                       |
| 1987–88                | 20                    | 62                    | 24,4                  |                                                                 |                                                                                            |
| 1988–89                | 43                    | 39                    | 52,4                  | První kolo Konferenční semifinále                               | 3:0 Utah Jazz 1:4 Phoenix Suns                                                             |
| 1989–90                | 37                    | 45                    | 45,1                  |                                                                 |                                                                                            |
| 1990–91                | 44                    | 38                    | 53,7                  | První kolo Konferenční semifinále                               | 3:1 San Antonio Spurs 1:4 Los Angeles Lakers                                               |
| 1991–92                | 55                    | 27                    | 67,1                  | První kolo                                                      | 1:3 Seattle SuperSonics                                                                    |
| 1992–93                | 34                    | 48                    | 41,5                  |                                                                 |                                                                                            |
| 1993–94                | 50                    | 32                    | 61,0                  | První kolo                                                      | 0:3 Phoenix Suns                                                                           |
| 1994–95                | 26                    | 56                    | 31,7                  |                                                                 |                                                                                            |
| 1995–96                | 36                    | 46                    | 43,9                  |                                                                 |                                                                                            |
| 1996–97                | 30                    | 52                    | 36,6                  |                                                                 |                                                                                            |
| 1997–98                | 19                    | 63                    | 23,2                  |                                                                 |                                                                                            |
| 1998–99                | 21                    | 29                    | 42,0                  |                                                                 |                                                                                            |
| 1999–2000              | 19                    | 63                    | 23,2                  |                                                                 |                                                                                            |
| 2000–01                | 17                    | 65                    | 20,7                  |                                                                 |                                                                                            |
| 2001–02                | 21                    | 61                    | 25,6                  |                                                                 |                                                                                            |
| 2002–03                | 38                    | 44                    | 46,3                  |                                                                 |                                                                                            |
| 2003–04                | 37                    | 45                    | 45,1                  |                                                                 |                                                                                            |
| 2004–05                | 34                    | 48                    | 41,5                  |                                                                 |                                                                                            |
| 2005–06                | 34                    | 48                    | 41,5                  |                                                                 |                                                                                            |
| 2006–07                | 42                    | 40                    | 51,2                  | První kolo Konferenční semifinále                               | 4:2 Dallas Mavericks 1:4 Utah Jazz                                                         |
| 2007–08                | 48                    | 34                    | 58,5                  |                                                                 |                                                                                            |
| 2008–09                | 29                    | 53                    | 35,4                  |                                                                 |                                                                                            |
| 2009–10                | 26                    | 56                    | 31,7                  |                                                                 |                                                                                            |
| 2010–11                | 36                    | 46                    | 43,9                  |                                                                 |                                                                                            |
| 2011–12                | 23                    | 43                    | 34,8                  |                                                                 |                                                                                            |
| 2012–13                | 47                    | 35                    | 57,3                  | První kolo Konferenční semifinále                               | 4:2 Denver Nuggets 2:4 San Antonio Spurs                                                   |
| 2013–14                | 51                    | 31                    | 62,2                  | První kolo                                                      | 2:4 Los Angeles Clippers                                                                   |
| 2014-15                | 67                    | 15                    | 81,7                  | První kolo Konferenční semifinále Konferenční finále Finále NBA | 4:0 New Orleans Pelicans 4:2 Memphis Grizzlies 4:1 Houston Rockets 4:2 Cleveland Cavaliers |
| 2015-16                | 73                    | 9                     | 89,0                  | První kolo                                                      | Houston Rockets                                                                            |
| Celkem                 | 2590                  | 2884                  | 47,3                  | 4 vítězství                                                     | 4 vítězství                                                                                |
| Play-off               | 128                   | 136                   | 48,5                  |                                                                 |                                                                                            |

| #  | Pozice              | Hráč                  |
| -- | ------------------- | --------------------- |
| 00 | křídlo              | Jonathan Kuminga      |
| 0  | rozehrávač          | Gary Payton II        |
| 1  | rozehrávač / křídlo | Damion Lee            |
| 2  | rozehrávač          | Chris Chirozza        |
| 3  | rozehrávač          | Jordan Poole          |
| 4  | rozehrávač          | Moses Moody           |
| 5  | křídlo              | Kevon Looney          |
| 8  | křídlo              | Nemanja Bjelica       |
| 9  | rozehrávač / křídlo | Andre Iguodala        |
| 11 | rozehrávač          | Klay Thompson         |
| 22 | křídlo              | Andrew Wiggins        |
| 23 | křídlo              | Draymond Green        |
| 30 | rozehrávač          | Stephen Curry         |
| 32 | křídlo              | Otto Porter Jr.       |
| 33 | pivot               | James Wiseman         |
| 95 | křídlo              | Juan Toscano-Anderson |